# Bürgerpark Feudenheim

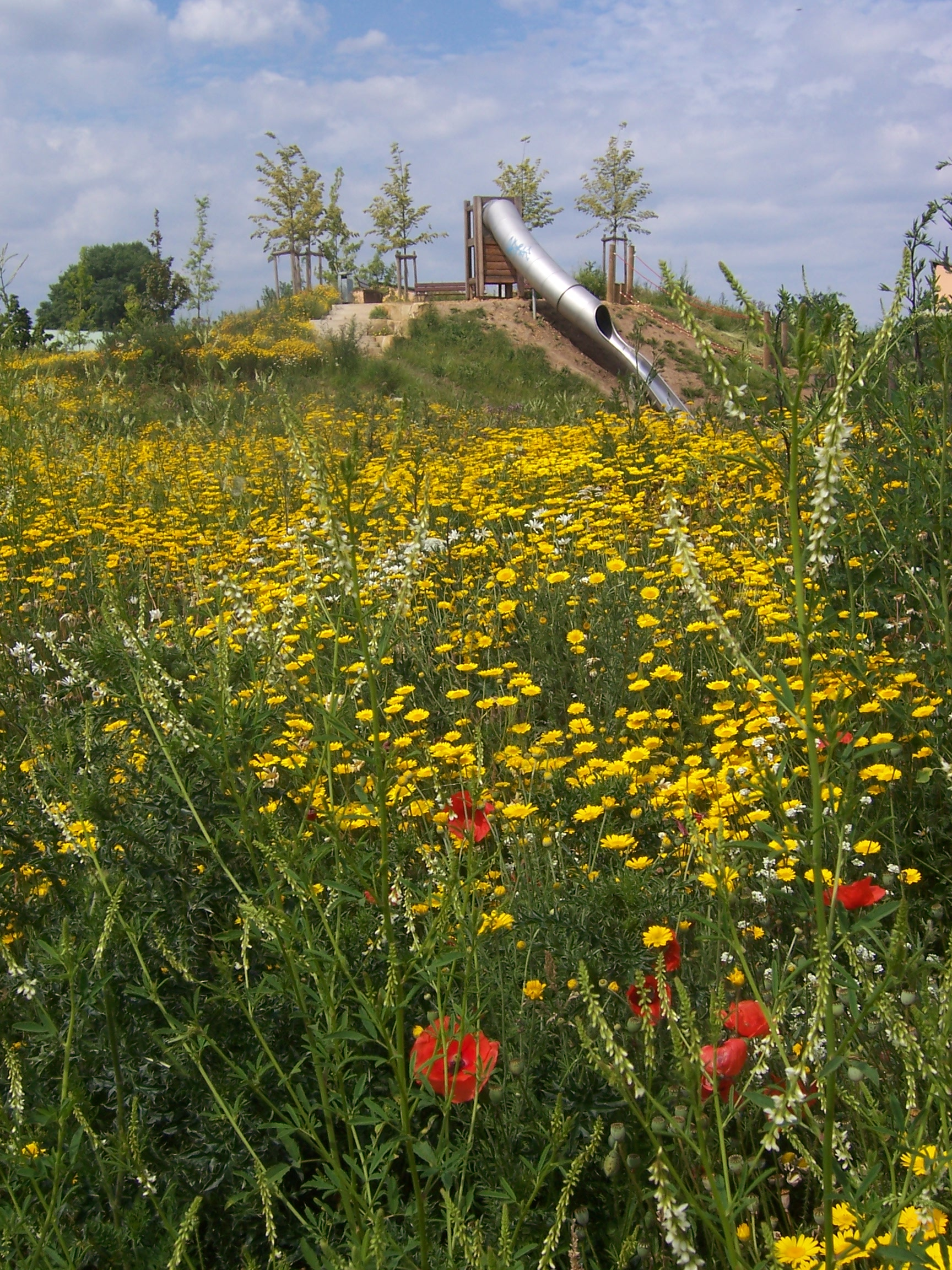
Spielplatz im Bürgerpark Feudenheim

Der Bürgerpark Feudenheim (auch Bürgerpark Am Wingertsbuckel) liegt im Nordwesten des gleichnamigen Mannheimer Stadtbezirks. Er unterscheidet sich in Konzept und Erscheinungsbild von den anderen Mannheimer Parkanlagen grundlegend.

## Parkanlage und Einrichtungen
Die baumbestandene Parklandschaft, die in den vergangenen Jahren nach und nach zu einem Arboretum angewachsen ist, geht fließend in die benachbarte landwirtschaftliche Nutzfläche über. Seit dem 14. Dezember 1988 sind im Bürgerpark Feudenheim im Rahmen von Baumpflanzaktionen bereits 760 Bäume von fast 570 Spendern gepflanzt worden.
Neben dem naturgeschützten Trockenbiotop Bell sind die vorhandenen Streuobstwiesen erwähnenswert.
Auf der ca. 40 Hektar großen Freifläche zwischen städtischen Siedlungsgebieten und den westlich gelegenen Spinelli Barracks stehen Besuchern außerdem Spiel- und Sportanlagen zur Verfügung, wie die 1999 errichtete Skaterbahn, der 2007 angelegte BMX-Parcours und der 2008 hinzugekommene Kinderspielplatz. Schließlich wird im Bürgerpark ein Radioteleskop betrieben.
Der Park ist mit der Stadtbahnlinie 7, Haltestelle Talstraße, erreichbar.

## Trockenbiotop Bell
Das Gebiet des Trockenbiotops befindet sich auf einer ca. 2000 m² großen Sanddüne und blieb weitgehend naturbelassen. Dadurch konnte sich eine Sandrasenvegetation entwickeln, die seltenen Pflanzen- und Tierarten ein Rückzugsgebiet bietet. Während die Bell vielen Tieren als Zwischenstopp (sog. Trittsteinbiotop) zwischen den Sandgebieten im Norden und Süden Mannheims (z. B. der Rheinauer Wald) dient, kommt ihr gesamtstädtisch betrachtet Bedeutung als Frischluftschneise und Kaltluftentstehungsgebiet zu. Die Dünenvegetation ist mittlerweile als Naturdenkmal unter Schutz gestellt.
Das Flugsandgelände zeichnet sich durch ökologischen Extrembedingungen aus: Trockenheit, Nährstoffarmut sowie Temperaturschwankungen zwischen Tag und Nacht von bis zu 50 Grad (mit sommerlichen Oberflächentemperaturen bis zu 70 Grad) machen diesen extremen Standort aus, an den sich Flora und Fauna entsprechend anpassen müssen: Auf der Bell kommen vor allem Pflanzen und Tiere vor, die aus dem Mittelmeergebiet oder aus den Steppengebieten Osteuropas eingeführt wurden bzw. eingewandert sind. Viele der in der Bell vorhandenen Pflanzenarten sind sehr genügsam (Magerrasensorten wie z. B. der Harte Schafschwingel), haben starke Behaarung (Ochsenzunge, Zottige Wicke), besitzen Wachsschichten auf den Blättern (Scharfer Mauerpfeffer), extrem tiefreichendes (Feld-Beifuß) oder sehr flaches Wurzelsystem oder sind Schmarotzer (Sand-Sommerwurz).
Die Sanddüne zeichnet sich außerdem durch eine große Artenvielfalt bei Insekten aus. Neben Sand- und Seidenbienen kommen hier noch 9 weitere Arten geschützter und seltener Insekten vor. Auch Fasane, Feldlerchen und Gartengrasmücken sind hier verbreitet.